# وودراف (آریزونا)
وودراف (به انگلیسی: Woodruff) یک منطقهٔ مسکونی در ایالات متحده آمریکا است که در شهرستان ناواهو، آریزونا واقع شده‌است. وودراف ۱۴٫۹۸ کیلومتر مربع مساحت و ۸۰ نفر جمعیت دارد و ۱٬۵۶۷٫۹۱ متر بالاتر از سطح دریا واقع شده‌است.